# Micrapate leechi
Micrapate leechi är en skalbaggsart som beskrevs av Vrydagh 1960. Micrapate leechi ingår i släktet Micrapate och familjen kapuschongbaggar. Inga underarter finns listade i Catalogue of Life.